# Фениле (Бергамо)
Фениле је насеље у Италији у округу Бергамо, региону Ломбардија.
Према процени из 2011. у насељу је живело 176 становника. Насеље се налази на надморској висини од 482 м.